# Gibellina
Gibellina – miejscowość i gmina we Włoszech, w regionie Sycylia, w prowincji Trapani. Według danych na rok 2004 gminę zamieszkiwało 4675 osób, 103,9 os./km².